# Лютеранская церковь Святого Николая (Минск)
Лютеранская церковь Святого Николая — бывший протестантский храм в Минске, один из двух старинных лютеранских храмов города. Был построен в 1845 году на Мало-Лютеранской улице (ныне перекрёсток улиц Карла Либкнехта и Коржа). С 1933 года здесь находится Театр юного зрителя.

## История
Первым пастором прихода в Минске был Карл Людвиг Геммерих. В 1798 году пастором прихода стал Самуил Карштедт. При нём в городе начала строиться деревянная кирха. Из-за нехватки денежных средств строительство длилось несколько лет. Освящение лютеранской церкви святых Павла и Александра произошло 1 января 1811 года. В 1833 году при храме появилась лютеранская школа (действовала до 1860 года).
В 1835 году в Минске случился пожар, который нанёс сильный урон многим зданиям, включая и лютеранскую кирху. В 1840 году император Николай I выделил 20 тысяч рублей на возведение нового лютеранского храма и пасторского дома. Храм был построен на Мало-Лютеранской улице (ныне перекрёсток улиц Карла Либкнехта и Коржа), в 1845 году освящён во имя святого Николая. Пастор кирхи получил статус «губернаторского проповедника».
В этой церкви был крещён белорусский писатель Артур Вольский, который впоследствии более десяти лет был директором Белорусского республиканского театра юного зрителя.
Церковь Святого Николая действовала до 1933 года, когда в её здании был размещён театр юного зрителя. Лютеранское кладбище, находившееся при храме, было уничтожено в 1970-е годы.

## Настоятели церкви и прихода
- 1796 — Карл Людвиг Геммерих
- 1798-1831 — Самуил Карштедт
- 1833-1835 — Карл Леберехт Бэкман
- 1835-1859 — Петер Вильямс
- 1860-1871 — Евген Шродер
- 1872-1878 — Ульрих Грюндберг
- 1878-1885 — Эдуард Гахлнбек
- 1886-1891 — Адриан Шультц
- 1892-1893 — Евген Клуге
- 1893-1905 — Теодор Шволковски
- 1905 — Вильгельм Руст
- 1906-1920 — Адам Матшулан